# Stinus Lindgreen
Stinus Lindgreen (født 9. august 1980) er dansk forsker og politiker, der er medlem af Folketinget og regionsrådsmedlem i Region Hovedstaden for Radikale Venstre. Han er hovedbestyrelsesmedlem for Radikale Venstre.
Stinus Lindgreen er uddannet ph.d. i bioinformatik fra Københavns Universitet, og arbejder som forsker for H. Lundbeck, og har tidligere bl.a. arbejdet som forsker på Carlsberg Laboratorium.
Lindgreen har været opstillet til Folketinget for Radikale Venstre i Lyngbykredsen i Københavns Omegns Storkreds siden 2016. Han blev valgt til Folketinget ved folketingsvalget i 2019, men opnåede ikke genvalgt ved valget i 2022. Lindgreen blev igen folketingsmedlem 1. maj 2023 efter Sofie Carsten Nielsen havde nedlagt sit mandat. Han er fra 2023 digitaliserings-, forebyggelses-, forsknings-, it-, kollektiv transport-, psykiatri-, sundheds- og transportordfører. Han var formand for Folketingets epidemiudvalg under coronaviruspandemien i 2021.

## Privat
Privat er Stinus Lindgreen bosat i Gladsaxe, han er gift og har fire børn. Tidligere har han været formand for Ateistisk Selskab og er medstifter af virksomheden Bryggeriet Djævlebryg. Derudover fungerer han som blogger på vidensskabsbloggen scienceblog.dk.